# サヨナラアイシテタヒト
「サヨナラアイシテタヒト」は、古内東子の22枚目のシングル。2003年11月19日にFLIGHT MASTER／ポニーキャニオンからリリースされた。

## 解説
FLIGHT MASTER／ポニーキャニオン移籍第1弾シングル。

## 収録曲
作詞・作曲：古内東子　編曲：春川仁志
1. サヨナラアイシテタヒト
2. 僕の宇宙
3. サヨナラアイシテタヒト （Instrumental）
4. 僕の宇宙 （Instrumental）
5. （エンハンスド） サヨナラアイシテタヒト VIDEO CLIP